# Léon Faucher
Léonard Joseph Léon Faucher (Limoges, 8 settembre 1803 – Marsiglia, 14 dicembre 1854) è stato un politico francese.
È stato il Primo Ministro della Francia dal 10 aprile al 2 dicembre 1851.

## Biografia
Appartenente a una famiglia senza alcun rilievo sociale, entrò fin da giovane in veste di precettore nella famiglia Dailly, di cui restò amico, e si dedicò alla politica dopo la rivoluzione del 1830. Scrisse su diversi giornali, in particolare sul Courrier français, di cui divenne redattore capo nel 1839, e difese nei suoi scritti la causa della libertà commerciale. Nel 1846 fu eletto deputato nel collegio della Marne e si mostrò convinto sostenitore della riforma.
Chiamato al Ministero dell'interno dopo l'elezione presidenziale di Luigi Napoleone Bonaparte nel 1848, represse energicamente i disordini che si produssero, ma fu censurato dall'Assemblea in seguito al rinvenimento di una circolare che egli aveva indirizzato ai prefetti per influenzare il risultato delle future elezioni. Dopo essersi dimesso nel maggio 1849, riprese le sue funzioni e divenne anche Primo ministro di un governo di compromesso fra bonapartisti e monarchici del Partito dell'Ordine nell'aprile 1851. Napoleone III, presidente della Repubblica, lo allontanò dal suo incarico nell'ottobre 1851, nel momento della preparazione del suo colpo di Stato del 2 dicembre 1851.
Accolto poi nell'Accademia di scienze morali e politiche, da quel momento in poi si consacrò solo agli studi d'economia.

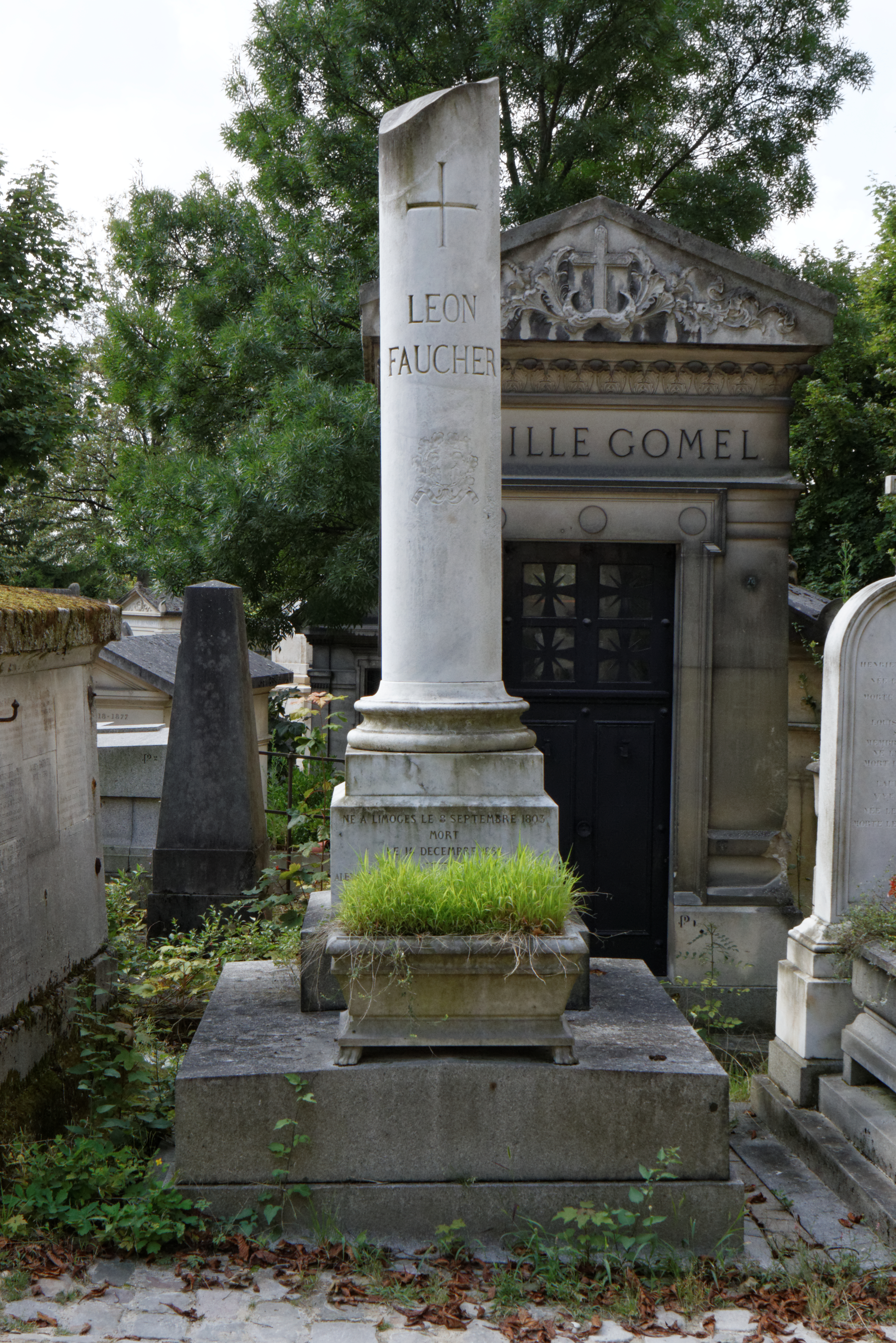
Tomba di Léon Faucher nel cimitero di Père-Lachaise

Al ritorno da una cura in Italia nel 1854, morì nello stesso anno di febbre tifoide a Marsiglia, all'età di 51 anni. È sepolto nel cimitero di Père-Lachaise.
Dopo la sua morte, la vedova fece a suo nome una donazione all'Accademia di scienze morali e politiche di 20.000 franchi, destinati a istituire un premio annuale di economia politica, e suo cognato pubblicò i suoi scritti sotto il titolo di Mélanges d'économie politique et de finances nel 1856. Fu il bisavolo del Presidente della Repubblica Francese François Mitterrand e del generale d'armata dell'aeronautica Jacques Mitterrand, amministratore di società.